# أندي ويلوك
أندي ويلوك (بالإنجليزية: Andy Willock)‏ هو لاعب كرة قدم بريطاني في مركز نصف الجناح، ولد في 13 يناير 1964 في ساوثند أون سي في المملكة المتحدة. لعب مع كوفنتري سيتي ونادي آير يونايتد ونادي ألبيون روفرز ونادي ألوا أثليتيك ونادي دمبرتون ونادي رينجرز ونادي كلايد ونادي يونيفرستي ماونت ولينغتون.